# Smokin' Joe Kubek
Smokin' Joe Kubek (né le 30 novembre 1956 et décédé le 11 octobre 2015) est un guitariste, auteur-compositeur et interprète américain de Texas blues.

## Biographie
Né à Grove City, en Pennsylvanie, Kubek a grandi dans la région de Dallas, au Texas. Dans les années 1970, pendant son adolescence, il joue avec des musiciens comme Freddie King et, dans les années 1980, il commence à se produire avec le musicien et chanteur né en Louisiane, Bnois King.
En 1985, Kubek sort son premier disque chez Bird Records, un 45 tours avec les titres Driving Sideways (écrit par Freddie King et Sonny Thompson) et Other Side of Love (écrit par Doyle Bramhall Sr.). Les producteurs exécutifs du single étaient Clint Birdwell et Charley Wirz. Les deux titres sont réapparus sur l'album Let that Right Hand Go, sorti en 2012, produit par Birdwell et publié sur le label de Birdwell, Bird Records Texas. L'album est une collection de morceaux principalement inédits enregistré depuis les années 1980 (avec une reprise du single Other Side of Love sorti en 1985, intitulée The Other Side of Love).
En 1991, Kubek sort son premier album studio, intitulé Steppin' Out Texas Style (Bullseye Blues Records), et publie par la suite plus d'une douzaine d'albums sur différents labels.
Kubek décède le 11 octobre 2015 d'une crise cardiaque à l'âge de 58 ans.

## Smokin' Koe Kubek Band
Smokin' Koe Kubek Band est un groupe texan regroupé autour de son leader Joe Kubek n'hésitant à employer diverses pédales d'effets dans la continuité d'un Robin Trower au niveau du son, et fortement imprégné du style Texas blues (Stratocaster and Lespaul), et de son chanteur Bnois King au style de guitare rythmique (Gibson 335) sobre avec des accents jazzy. Le groupe est produit et aidé à ses débuts par Ron Levy. En passant sur le label Blind Pig, le groupe sera rebaptisé Smokin' Joe Kubek and Bnois King. À partir de 2008, les albums de la formation sont signés chez Alligator Records.

## Discographie

### Albums studio
- 1991 : The Axe Man (Double Trouble Records)
- 1991 : Steppin' Out Texas Style (Bullseye Blues Records)
- 1992 : Chain Smokin' Texas Style (Bullseye Blues Records)
- 1993 : Texas Cadillac (Bullseye Blues Records)
- 1995 : Cryin' For The Moon (Bullseye Blues Records)
- 1996 : Keep Comin' Back (Bullseye Blues Records)
- 1996 : Got My Mind Back (Bullseye Blues Records)
- 1998 : Take Your Best Shot (Bullseye Blues Records)
- 2000 : Bite Me! (Bullseye Blues Records)
- 2003 : Roadhouse Research (Blind Pig Records)
- 2004 : Show Me The Money (Blind Pig Records)[8]
- 2005 : Served Up Texas Style (Bullseye Blues Records)
- 2006 : My Heart's In Texas (Blind Pig Records)[8]
- 2008 : Blood Brothers (Alligator Records)[8]
- 2010 : Have Blues Will Travel (Alligator Records)
- 2012 : Let That Right Hand Go... (Bird Records Texas)
- 2012 : Close To The Bone (Delta Groove Productions)
- 2013 : Road Dog's Life (Delta Groove)
- 2015 : Fat Man's Shine Parlor (Blind Pig Records)

### Singles
- 1985 : Driving Sideways / Other Side of Love (Bird Records)